# Schlacht bei Cheriton
Die Schlacht bei Cheriton war ein wichtiger Sieg der Parlamentstruppen im Englischen Bürgerkrieg. Sie fand am 29. März 1644 statt und führte dazu, dass König Karl I. den Rest des Jahres in der Defensive war.

## Feldzug
Zu Beginn des Jahres 1644 standen sich in Südengland die Parlamentsarmee von Sir William Waller und die königstreue Armee von Lord Hopton gegenüber. Nach einigen Rückzügen im vorangegangenen Dezember, die schließlich in der Schlacht von Alton endeten, hatte sich Lord Hopton nach Winchester zurückgezogen. Dort wollte er seine Truppen reorganisieren und verstärken. Eine Abteilung der königlichen Oxford-Armee unter dem Kommando von Patrick Ruthven, 1. Earl of Forth schloss sich ihm dort an. Der Earl übernahm gleichzeitig unwillig das Kommando über die Armee. Der Earl und Hopton planten, im März nach Osten zu marschieren.
Wallers Armee der Southern Association war ebenfalls verstärkt worden durch Abteilungen der parlamentarischen Hauptarmee des Earl von Essex und den "London Traines Bands". Sie marschierte westwärts aus ihren Winterquartieren in der Nähe von Arundel. Der Earl von Forth und Hopton planten New Alresford einzunehmen und sich so zwischen Wallers Armee und London zu bringen. Nachdem sie Sir William Balfour und seine Reiter vertrieben hatten, besetzten sie die Stadt am 27. März. Am 28. März näherten sich die Königstruppen vorsichtig Alresford. Eine Gardeeinheit unter Sir George Lisle besetzte gegen Abend einen Vorposten in der Nähe von Cheriton Wood und meldete den Rückzug der Parlamentstruppen.

## Die Schlacht
Die Parlamentstruppen befanden sich zu diesem Zeitpunkt wirklich auf dem Rückzug, ihr Kommandeur Waller änderte jedoch über Nacht seine Meinung und rückte wieder gegen die Königstruppen vor. Hopton, der mittlerweile bis zu Lisles Vorposten vorgerückt war, erkannte, dass man sich von dort zurückziehen musste und stellte sich mit seiner Armee auf einem Hang nördlich des Vorpostens auf, wo er Wallers Angriff erwartete. Hopton versuchte noch den Vorposten durch 1000 Musketiere und einer Batterie Kanonen unter dem Kommando eines Colonel Appleyard wieder zu besetzen. Nach kurzem harten Kampf verließen die Parlamentstruppen Cheriton Wood wieder.
Forth und Hopton beschlossen zunächst, weiter abzuwarten, aber ein ungeduldiger Kavalleriekommandant, Sir Henry Bard, startete einen Angriff mit seinem Regiment gegen die Reiter auf dem linken parlamentarischen Flügel. Dies waren die schwer bewaffneten Kürassiere von Sir Arthur Haselrig, die auch unter dem Namen „Londons Hummer“ bekannt waren. Bards Regiment wurde zurückgeschlagen. Die andere königliche Kavallerie vom rechten Flügel versuchte noch, ihm zu Hilfe zu eilen, musste allerdings entlang enger Straßen angreifen und wurde ebenfalls zurückgeschlagen.
Anschließend sandte Hopton die königliche Kavallerie unter Sir Edward Stawell vorwärts, um einen besser vorbereiteten Angriff zu starten, aber auch sie wurden zurückgeschlagen. Haselrigs Regiment griff nun die königliche Infanterie an, die ebenfalls zur Unterstützung entsandt worden war, und schlug sie zurück. Auf dem linken königlichen Flügel, der nun ohne Kavallerieunterstützung war, starteten die Parlamentarier ebenfalls einen Angriff, der zur Rückeroberung von Cheriton Wood führte.
Die Königlichen zogen sich auf den Hang zurück. Hopton und Forth erkannten, dass sie einem Angriff am nächsten Tag nichts mehr entgegenzusetzen hätten, und zogen sich am Abend nach Basing House zurück.

## Ergebnis
Durch die vollständige Zersplitterung von Forth’ und Hoptons Armee konnten sich die parlamentarischen Armeen von Essex und Waller auf den König in Oxford konzentrieren. Obwohl Karl im Laufe des Jahres die strategische Situation durch Siege bei Cropredy Bridge und Lostwithiel positiver gestalten konnte, konnte er in Südengland nie wieder in die Offensive gehen.

## Links
- Britische Bürgerkriegsseite: http://www.british-civil-wars.co.uk/military/1643-4-south.htm